# His Trust Fulfilled
His Trust Fulfilled é um filme mudo dramático estadunidense, de curta metragem, dirigido por D. W. Griffith em 1911. Partes do filme encontram-se conservadas na Biblioteca do Congresso dos Estados Unidos e no Museu de Arte Moderna de Nova York.

## Elenco
- Wilfred Lucas	... 	George
- Claire McDowell	... 	Mrs. Frazier (A mãe agonizante)
- Gladys Egan	... 	A pequena orfã
- Dorothy West	... 	A menina Frazier já adulta
- Verner Clarges	... 	John Gray (O advogado)
- Linda Arvidson
- Dorothy Bernard
- Clara T. Bracy	... 	Escrava liberto / Mulher com o grupo do casamento
- Kate Bruce
- Adele DeGarde	... 	Criança Frazier
- John T. Dillon	... 	Homem no grupo do casamento (como Jack Dillon)
- Guy Hedlund	... 	Escravo liberto / Homem com o grupo do casamento
- Dell Henderson
- Grace Henderson	... 	A proprietária
- Harry Hyde	        ... 	O primo inglês
- Adolph Lestina	... 	Escravo liberto
- Jeanie Macpherson	... 	Mulher com o grupo do casamento
- Violet Mersereau
- Jack Pickford	... 	Mensageiro negro
- Mack Sennett
- Marion Sunshine	... 	Mulher com o grupo do casamento